# Slag bij Seven Pines

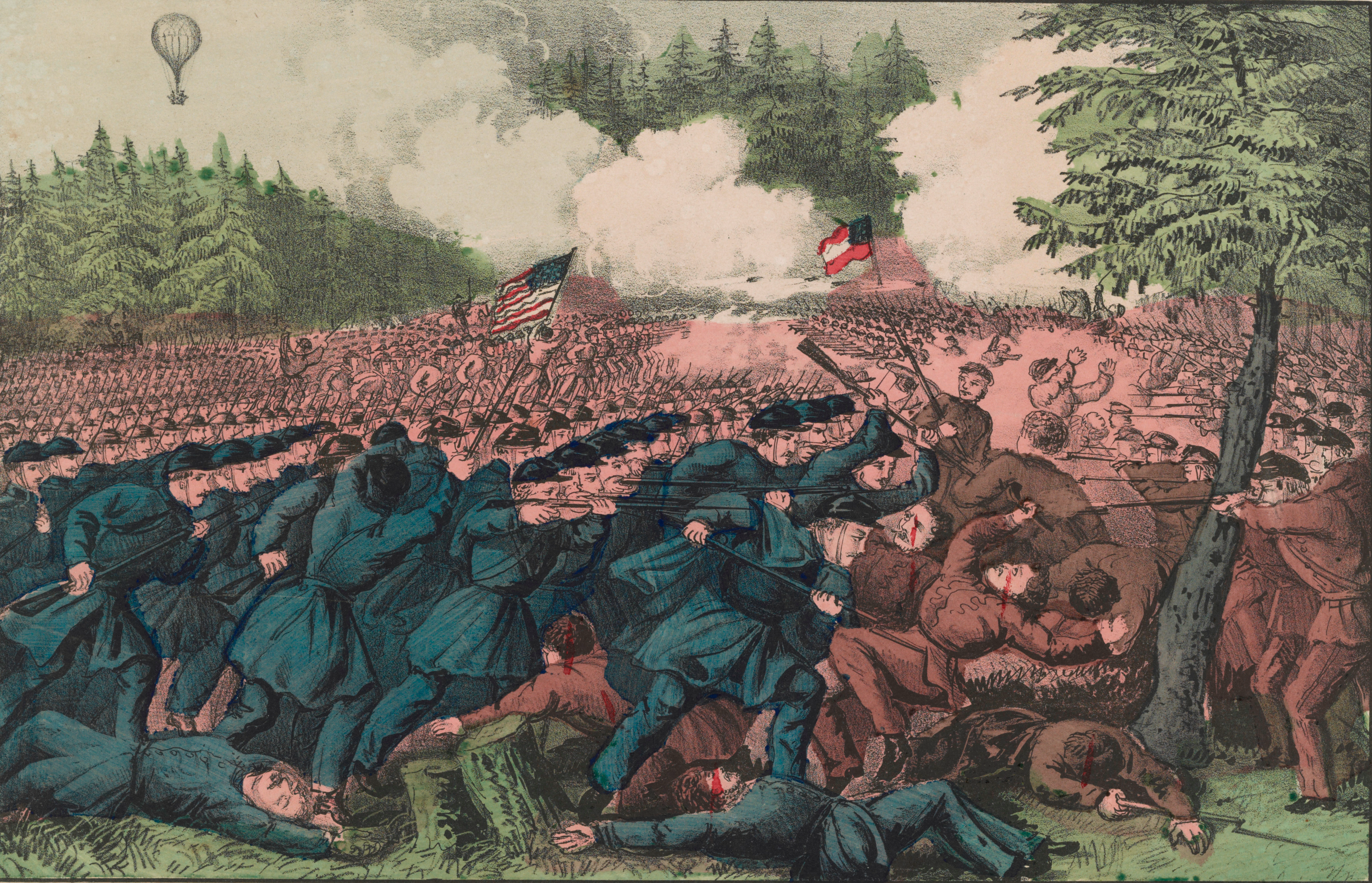
Slag bij Seven Pines van Currier & Ives

De Slag bij Seven Pines vond plaats op 31 mei en 1 juni 1862 in Henrico County, Virginia. De slag was een onderdeel van de Schiereiland-veldtocht van de Amerikaanse Burgeroorlog en is ook bekend als de Slag bij Fair Oaks of de Slag bij Fair Oaks Station.
Op 31 mei probeerde generaal Joseph E. Johnston twee Noordelijke korpsen te vernietigen die zich ten zuiden van de Chickahominy bevonden, geïsoleerd van de rest van het Noordelijke leger. De Zuidelijke aanval slaagde erin om het IV Corps terug te dringen, dat zware verliezen te verwerken kreeg. Beide zijden lieten versterkingen aanrukken en deelnemen aan de slag. De Noordelijke slaglinie werd gestabiliseerd door de aankomst van het III Corps en John Sedgwicks divisie van het II Corps. Tijdens de gevechten raakte Johnston zwaargewond. Zo werd generaal-majoor G.W. Smith tijdelijk bevelhebber van het leger. Op 1 juni vielen de Zuidelijken opnieuw aan. Opnieuw werden er versterkingen aangevoerd, echter zonder veel resultaat. Beide zijden eisten de overwinning op.
Hoewel de slag onbeslist eindigde, vielen er langs beide zijden veel slachtoffers. Deze slag luidde het einde in van de Schiereiland-veldtocht en het begin van de Zevendagenslag een maand later.

## Achtergrond
Na de Slag bij Yorktown (1862) trok het 60.000 man sterke leger van Joseph E. Johnston zich terug richting Richmond met George McClellan in de achtervolging. Rond Richmond was er een defensieve linie gebouwd die liep vanaf Drewry’s Bluff aan de James River tot aan de Chickahominy River. Dit was een natuurlijke barrière die in de vroege lente het omliggende land deels overstroomde. Op hun terugtocht werden alle bruggen verbrand. McClellan stelde zijn 105.000 soldaten op met het zwaartepunt in noordoostelijke richting. Hiermee hoopte McClellan de marsroute van eventuele versterkingen uit Fredericksburg te vrijwaren.

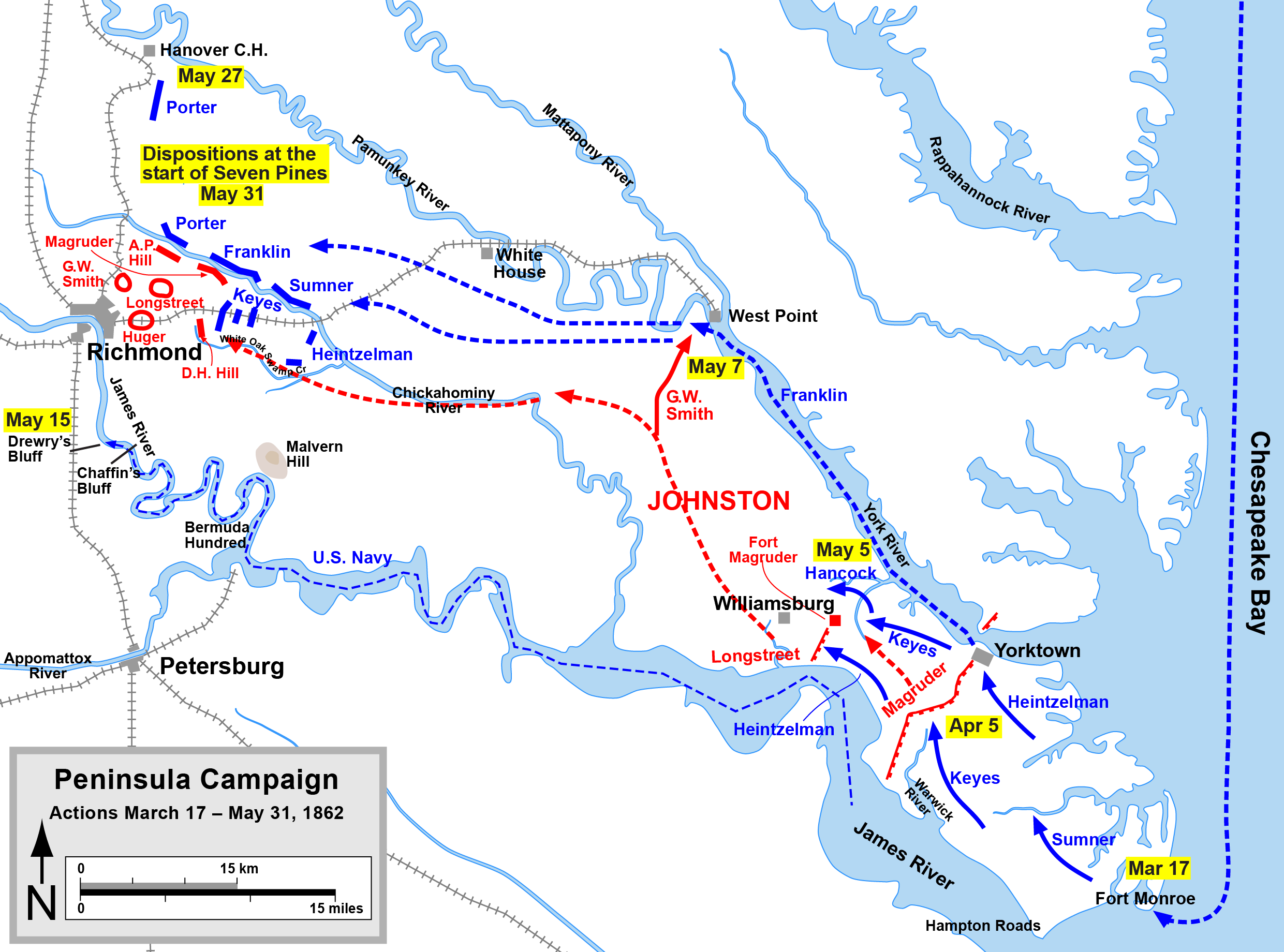
Schiereiland-veldtocht, kaart met de gebeurtenissen tot aan de slag van Seven Pines.

McClellans leger bouwde tijdens de opmars depots bij Eltham's Landing, Cumberland Landing en White House Landing. White House, de plantage van W.H.F. "Rooney" Lee, zoon van generaal Robert E. Lee, werd het hoofdkwartier van McClellan's. Hij liet de zware artillerie aanvoeren via de Richmond and York River Railroad. Iedere stap die hij nam was met grote voorzichtigheid. Hij had rapporten ontvangen waaruit zou blijken dat de Zuidelijken meer soldaten dan hij hadden. Eind mei waren de bruggen over de Chickahominy herbouwd. Twee derde van zijn leger stond opgesteld ten noorden van de rivier, het andere derde ten zuiden.

## Samenstelling van de legers
Het Army of the Potomac telde 105.000 soldaten. Het V Corps onder brigadegeneraal Fitz John Porter, het VI Corps onder brigadegeneraal William B. Franklin en het II Corps van brigadegeneraal Edwin V. Sumner lagen ten noorden van de rivier. Het IV Corps van brigadegeneraal Erasmus D. Keyes en het III Corps van brigadegeneraal Samuel P. Heintzelman lagen ten zuiden van de rivier. Bij het begin van de slag lag McClellan ziek te bed met chronische malaria.
Johnston had 60.000 soldaten onder zijn bevel. Generaal-majoor James Longstreet was de bevelhebber van de rechtervleugel. Deze was samengesteld uit de divisies van Richard H. Anderson, Daniel H. Hill en Benjamin Huger. De linkervleugel onder het bevel van generaal-majoor G.W. Smith bestond uit de divisies van William H. C. Whiting enA.P. Hill. De reserve werd geleid door generaal-majoor John B. Magruder en bestond uit de divisies van Lafayette McLaws en David R. Jones).

## Johnstons plan
Johnston wist, dat zijn leger een bombardement van McClellans artillerie niet kon weerstaan. Zijn eerste plan bestond erin, om de vijandelijke rechterflank aan te vallen, om de marsroute van het korps van McDowell te blokkeren. Op 27 mei, dezelfde dag van de Slag bij Hanover Court House, hoorde Johnston dat McDowell in de Shenandoahvallei bleef om Thomas Jackson te weerstaan. Daarom veranderde hij zijn plan en zou de vrijwel geïsoleerde divisies ten zuiden van de rivier aanvallen.
Als het plan goed uitgevoerd werd, dan kon Johnston met twee derde van zijn leger (zijnde 22 van de 29 brigades met ongeveer 51.000 soldaten) de 33.000 Noordelijke soldaten aanvallen van het III en IV Corps. Zijn aanvalsplan was complex. De divisies van A.P. Hill en Magruder moesten de vijand boven de rivier bezighouden met schijnaanvallen terwijl de hoofdaanval ten zuiden van de rivier zou plaatsvinden.
Longstreet moest Keyes aanvallen vanuit drie verschillende richtingen. De zes brigades onder zijn direct bevel en de vier brigades van D. H. Hill moesten via verschillende wegen oprukken naar Seven Pines. Drie brigades onder Huger moesten de rechterflank van Hill ondersteunen. Whitings divisie zou Longstreet volgen als reserve. Tegenover Longstreet stond het IV Corps met de brigade van Silas Casey. Deze brigade was 6.000 man sterk. Als deze brigade zou verslagen zijn, dan kon het IV Corps tegen de rivier vernietigd worden.
Het plan liep verkeerd van bij het begin. Johnston gaf zijn bevelen mondeling door aan Longstreet op 30 mei. De andere generaals ontvingen vage geschreven orders. Hij vergat ook de divisiecommandanten mee te delen dat Longstreet het tactisch bevel had ten zuiden van de rivier. Longstreet had ofwel de orders verkeerd begrepen ofwel had hij ze eigenhandig aangepast zonder Johnston op de hoogte te brengen. In de plaats van de aangewezen marsroute te gebruiken, rukte hij langs dezelfde weg op met Hill op de Williamsburg Road. Dit veroorzaakte grote vertragingen in de opmars. Ook kon het volle gewicht van hun soldaten niet ten volle ingezet worden op zo’n smal front. De zware storm verergerde de problemen langs beide zijden. De rivier trad buiten haar oevers en vernietigde hierbij de Noordelijke bruggen. De wegen veranderden in modderpoelen.

## De slag
Op 31 mei viel het plan al bij het begin in duigen. Longstreet nam de Charles City Road en sloeg dan af om verder te marcheren op de Williamsburg Road in plaats van de Nine Mile Road. Hugers orders waren onduidelijk in verband met het begin van zijn opmars. Hij kwam pas tot het volle bewustzijn van wat zich in de omgeving afspeelde toen hij een andere divisie in de buurt hoorde. Johnston en Smith, zijn rechterhand, waren niet op de hoogte van Longstreets positie en Hugers vertraging. Ze wachtten op het begin van de slag. Vijf uur na de voorziene start was D. H. Hill ongeduldig en zette zijn mars in op eigen initiatief.
Casey’s slaglinie bestond voornamelijk uit onervaren soldaten. Toch vochten ze verbeten terug. Langs beide zijden vielen veel slachtoffers. De Zuidelijken zetten maar vier van de dertien brigades in, zodat hun overwicht niet ten volle benut werd. Casey stuurde een bericht naar Keyes om versterking te krijgen. Het duurde echter enige tijd, voor hij antwoord kreeg. Uiteindelijk braken de Zuidelijken door zijn linie. Casey trok zich terug naar de tweede verdedigingslinie bij Seven Pines. Tijdens deze periode waren noch Johnston, noch McClellan op de hoogte van de situatie. Heintzelman had een bericht naar McClellan gestuurd, dat hij nog niets gehoord had van Keyes en Johnston en zijn staf wisten niet, dat de slag pas om 16.00u begonnen was.
Rond 16.40u zette Hill, versterkt door Longstreet, de aanval in op de tweede Noordelijke linie bij Seven Pines. Deze stelling werd bemand door de restanten van Casey’s brigade, de divisie van brigadegeneraal Darius N. Couch van de IV Corps en brigadegeneraal Philip Kearny’s van Heintzelmanns III Corps. Hill liet vier regimenten onder leiding van kolonel Micah Jenkins een flankeerbeweging uitvoeren op de vijandelijke rechterflank. Deze aanval deed de Noordelijke linie ineenstorten tot aan de Williamsburg Road. Rond 19.30u werd het vechten gestaakt.
Juist voor Hill zijn aanval begon, ontving Johnston een bericht van Longstreet om zich naar de slaglinie te begeven. Dit was het eerste nieuws dat Johnston ontvangen had. Johnston nam drie regimenten van Whitings divisie met zich mee op de Nine Mile Road en botste op zware tegenstand bij Fair Oaks Station op de rechterflank van Keyes slaglinie. Op eigen initiatief stuurde brigadegeneraal Sumner versterkingen naar het slagveld. Om het slagveld te bereiken, moesten zijn mannen over een gammele brug, die instortte nadat de laatste soldaat overgestoken had. Deze versterkingen zouden Whitings aanval zeer bemoeilijken

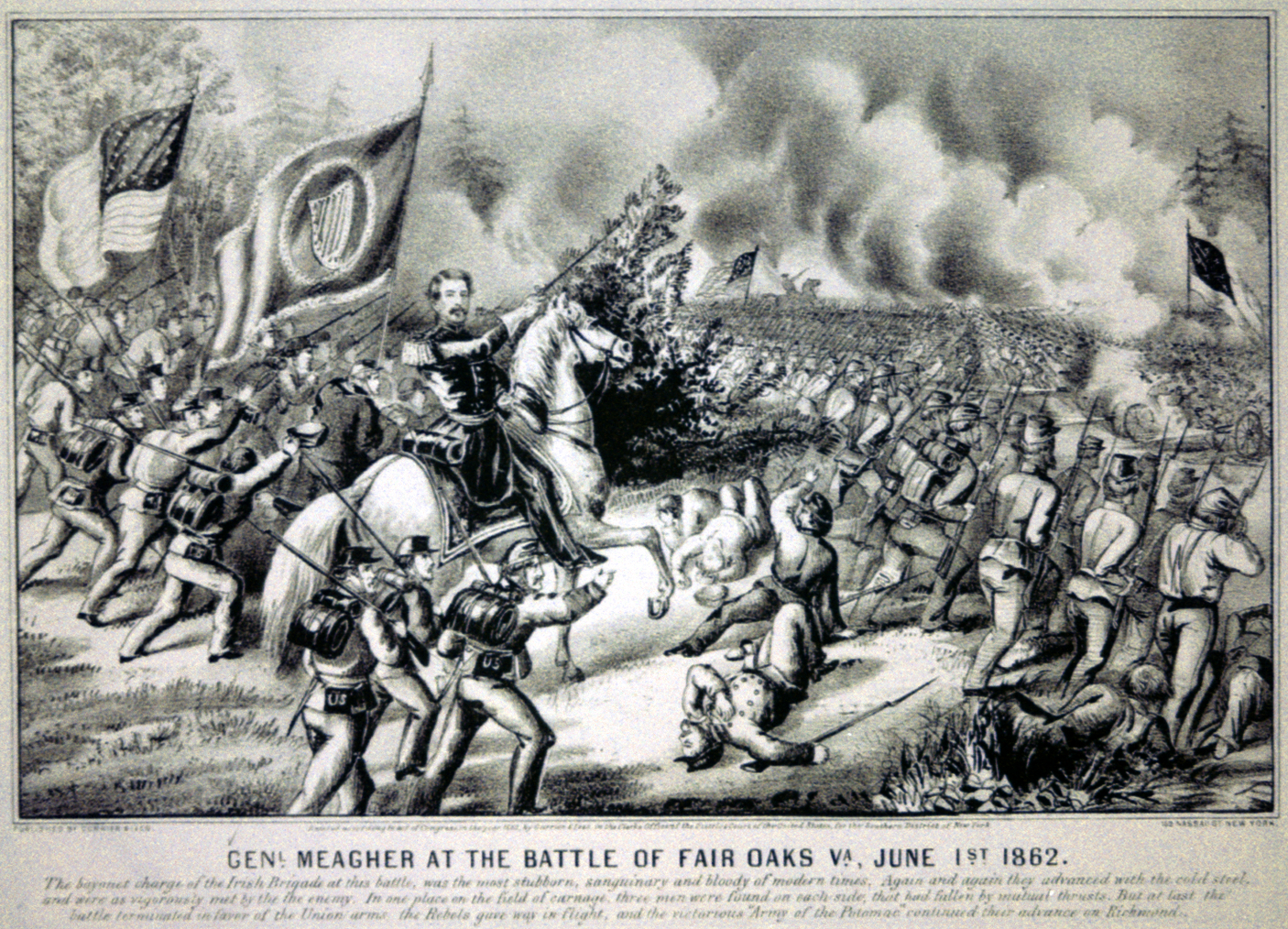
Generaal Thomas Francis Meagher in de slag bij Fair Oaks op 1 juni 1862.

Bij het vallen van de avond raakte Johnston gewond aan zijn rechterschouder door een kogel en een granaatfragment in zijn borst. Hij werd geëvacueerd naar Richmond. Zijn rechterhand G. W. Smith nam het bevel op zich. Smith had een slechte gezondheid en was zeer onzeker. Hij maakte een slechte indruk op president Jefferson Davis en werd uiteindelijk vervangen door generaal Robert E. Lee. Na het einde van de slag werd Smith vervangen door Lee.
Op 1 juni hernieuwden de Zuidelijken hun aanval op de Noordelijke stellingen. De Noordelijken hadden versterkingen gekregen. Na zware gevechten en weinig vooruitgang staakten de Zuidelijken de aanval rond 11.30u. De Noordelijken zetten geen tegenaanval in.

## Gevolgen
Beide zijden eisten de overwinning op. Ze hadden ongeveer evenveel soldaten verloren, toch hadden beide partijen geen voordeel gehaald uit deze slag. De opmars van McClellan naar Richmond werd een halt toegeroepen. De Zuidelijken trokken zich opnieuw terug in hun stellingen rond Richmond. De Noordelijken hadden 790 doden, 3.594 gewonden en 647 vermisten of gevangenen verloren. De Zuidelijken verloren 980 doden, 4.749 gewonden en 405 vermisten. De Slag werd door de Noordelijken herdacht als de slag bij Fair Oaks Station omdat ze daar de overhand hadden terwijl de Zuidelijken voor dezelfde reden deze slag herdachten als de slag bij Seven Pines. Volgens historici is Seven Pines beter geschikt omdat daar de zwaarste gevechten plaatsvonden.
Ondanks de Noordelijke “overwinning” was McClellan geschokt door het gebeuren. Hij stelde zijn leger opnieuw op. Alle korpsen uitgezonderd het V Corps werden ten zuiden van de rivier opgesteld. Hij wilde nog steeds Richmond belegeren, maar verloor het strategisch initiatief. Terwijl hij wachtte op beter weer, kregen de Zuidelijken onder hun nieuwe bevelhebber Robert E. Lee om zich te herstellen van de strijd en planden ze zelf offensieve acties. De Zevendagenslag van 25 juni tot 1 juli zou het Noordelijk leger doen terugtrekken. Richmond zou gered worden. De verandering van bevelhebber in het Zuidelijke leger na de slag bij Seven Pines zou een stempel drukken op het verdere verloop van de oorlog. Op 24 juni was het Army of the Potomac op slechts 10 km van Richmond gestrand. De soldaten hoorden de klokken van de vijandelijke hoofdstad. Binnen de 90 dagen echter hadden ze zich moeten terugtrekken en werd John Pope verslagen in de Tweede Slag bij Bull Run. Het zou nog twee jaar duren voor het Noordelijk leger opnieuw in de nabijheid van Richmond kon komen en nog drie jaar voor ze de stad zouden veroveren.